# Si Mohamed Ketbi
Si Mohamed Ketbi (* 27. Dezember 1997) ist ein belgischer Taekwondoin.

## Erfolge
Ketbi trainiert beim Brussels Taekwondo Team unter Karim Dighou, gemeinsam mit Jaouad Achab und Mourad Laachraoui. Er bestreitet seit 2014 internationale Turniere, von denen er mehrere gewinnen konnte:
- Belgian Open (2014)
- Swiss Open (2014, 2015)
- Ukraine Open (2014)
- Bosnia Open (2015)

Bei der Weltmeisterschaft 2015 unterlag er erst im Finale der Klasse bis 58 kg dem Iraner Farzan Ashourzadeh und errang die Silbermedaille. In Bukarest wurde er 2015 Europameister der Junioren in der Klasse bis 63 kg.
Mit 206,97 Punkten wurde er im April 2016 auf Rang 5 der Weltrangliste seiner Gewichtsklasse (bis 58 kg) geführt.
Bei den Olympischen Spielen 2016 in Rio de Janeiro scheiterte Ketbi bereits in der Runde der letzten 16 am Australier Safwan Khalil.